# Áron Dobos
Áron Dobos (Dunaújváros, 8 juni 2000) is een Hongaars voetballer die als aanvaller speelde bij Fortuna Sittard.
Fortuna nam hem in de zomer van 2018 over van Dunaújváros PASE waarvoor hij debuteerde in de Nemzeti Bajnokság III. Hij debuteerde op 20 januari 2019 in de 5-1 verloren uitwedstrijd in de Eredivisie tegen De Graafschap. Hij kwam direct na rust in het veld voor Lars Hutten. Hij kwam echter niet verder dan twee invalbeurten bij Fortuna en keerde in februari 2020 terug naar Hongarije.